# The Demon Inside
Pour plus de détails, voir Fiche technique et Distribution.
The Demon Inside (The Assent) est un film d'horreur américain écrit et réalisé par Pearry Reginald Teo, sorti en 2019.

## Synopsis
Depuis la mort de son épouse, un concepteur d'œuvres sombres et torturées, Joel Clarke, suit une thérapie et entreprend un traitement médicamenteux pour soigner sa schizophrénie. Sa vie est encore plus bouleversée lorsqu'une assistance sociale le menace de lui retirer la garde de son fils, Mason, qui souffre de la même maladie que lui s'il ne trouve pas un emploi stable. En outre, le petit garçon avoue à son père qu'il a des hallucinations cauchemardesques tandis que son comportement change bizarrement.
Rapidement, sa baby-sitter, Cassie, le soupçonne d'être possédé et elle contacte le prêtre local, Frère Michael, pour examiner son cas d'urgence. Pour tenter de sauver l'enfant de son mal démoniaque, celui-ci fait appel au père Lambert, un prêtre fraîchement sorti de prison pour avoir provoqué involontairement la mort d'un autre mineur lors d'un exorcisme raté quelques années plus tôt.
En quête de rédemption, Lambert est prêt à tout pour se racheter en chassant le démon qui habite Mason de l'intérieur.

## Fiche technique
Sauf indication contraire, les informations mentionnées dans cette section peuvent être confirmées par les bases de données cinématographiques IMDb et Allociné,  présentes dans la section « Liens externes ».
- Titre original : The Assent
- Titre français : The Demon Inside
- Réalisation et scénario : Pearry Reginald Teo
- Photographie : Jonathan Hall
- Montage : Danny Rafic
- Musique : Frederik Wiedmann
- Production : Ehud Bleiberg et Danny Dimbort
- Sociétés de production : Bleiberg Entertainment et Compound B
- Société de distribution : Alba Films
- Pays d'origine :  États-Unis
- Langue originale : Anglais
- Format : couleur
- Genre :  horreur
- Durée : 93 minutes
- Dates de sortie : 
  - États-Unis :22 novembre 2019 (Shockfest Film Festival Vegas)
  - France : 22 juin 2020[1]

## Distribution
- Robert Kazinsky (VF : Thomas Roditi) : Joel Clarke
- Peter Jason : Père Lambert
- Florence Faivre (VF : Fabienne Rocaboy) : Dr. Maya
- Caden Dragomer : Mason Clarke
- Douglas Spain (VF : Damien Le Délézir) : Frère Michael
- Hannah Ward : Cassie, la babysitter
- Tatum O'Neal : Dr. Hawkins
- Eileen Dietz : Rhonda

## Accueil critique
En France, le film obtient une note moyenne de 2.3⁄5 sur le site AlloCiné, qui recense 3 titres de presse.
Pour le quotidien Le Monde, à défaut d'un scénario vraiment original, The Assent propose plusieurs scènes effrayantes plutôt réussies « Un peu perplexe devant le déroulement trop prévisible des évènements, on se prend à espérer une surprise, un retournement de situation qui viendrait perturber le programme redouté. Ce qui arrive, et vient (...) relativement sauver ce film de terreur à petit budget, non dénué de moments effrayants parfois réussis. ».
Pour le journal Le Parisien, le film ne manque pas d'ambition mais il ne parvient jamais réellement à décoller « Si c'est une bonne idée d'avoir fait du personnage principal un malade mental, dont les visions bénéficient à l'image d'un traitement chromatique particulier, le film est plombé par d'autres personnages traités par-dessus la jambe. ».